# HM Nautical Almanac Office
Her Majesty's Nautical Almanac Office (HMNAO), (Biuro Almanachu Nawigacyjnego Jej Królewskiej Mości), obecnie część Biura Hydrograficznego Zjednoczonego Królestwa (United Kingdom Hydrographic Office), zostało powołane w 1832 w miejsce Królewskiego Obserwatorium w Greenwich (Royal Greenwich Observatory - RGO), gdzie Nautical Almanac był publikowany od 1767. Od 1958 (z edycją w 1960), publikacja jest wydawana wspólnie z US Naval Observatory.
W 1937 biuro stało się częścią RGO i przeniósło się w 1948 wraz z nim najpierw do Herstmonceux, koło Hailsham w hrabstwie East Sussex, potem w 1990 do Cambridge. Kiedy w 1998 zamknięto RGO zostało przeniesione do HMNAO Rutherford Appleton Laboratory, w pobliżu Abingdon w hrabstwie Oxfordshire. W grudniu 2006 biuro przeniesiono do Biura Hydrograficznego Zjednoczonego Królestwa w Taunton w hrabstwie Somerset.